# Paraheliophanus napoleon
Espèce
Statut de conservation UICN

 CR B1ab(iii) : 
En danger critique
Paraheliophanus napoleon est une espèce d'araignées aranéomorphes de la famille des Salticidae.

## Distribution
Cette espèce est endémique de Sainte-Hélène.

## Description
La carapace du mâle holotype mesure 1,4 mm et l'abdomen 1,9 mm.
La femelle décrite  par Sherwood et al. en 2024 mesure 4,40 mm.

## Systématique et taxinomie
Cette espèce a été décrite par Clark et Benoit en 1977.

## Étymologie
Cette espèce est nommée en l'honneur de Napoléon Ier.

## Publication originale
- Clark & Benoit, 1977 : « Fam. Salticidae. La faune terrestre de l'île de Sainte-Hélène IV. » Annales, Musée Royal de l'Afrique Centrale, Sciences Zoologiques, Serie in Octavo, vol. 220, p. 87-103.